# Siergiej Mudrow
Siergiej Aleksiejewicz Mudrow (ros. Сергей Алексеевич Мудров; ur. 8 września 1990) – rosyjski lekkoatleta specjalizujący się w skoku wzwyż.
Pierwsze sukcesy międzynarodowe zaczął odnosić w 2007 kiedy to został wicemistrzem świata juniorów młodszych oraz wygrał europejski festiwal młodzieży. W kolejnym sezonie był czwarty podczas czempionatu globu juniorów, a w 2009 został mistrzem Europy juniorów. Finalista mistrzostw Europy z 2012 oraz halowy mistrz Europy z 2013. 
Złoty medalista mistrzostw Rosji w kategoriach: kadetów, juniorów, młodzieżowców oraz seniorów.
Rekordy życiowe: stadion – 2,31 (5 lipca 2012, Czeboksary oraz 9 lipca 2013, Kazań); hala – 2,35 (2 marca 2013, Göteborg). Halowy rekordzista Rosji w kategorii juniorów (2,30 w 2009).

## Osiągnięcia
| Rok  | Impreza                               | Miejsce   | Lokata            | Wynik |
| ---- | ------------------------------------- | --------- | ----------------- | ----- |
| 2007 | Mistrzostwa świata juniorów młodszych | Ostrawa   | 2. miejsce        | 2,22  |
| 2007 | Letni festiwal młodzieży Europy       | Belgrad   | 1. miejsce        | 2,20  |
| 2008 | Mistrzostwa świata juniorów           | Bydgoszcz | 4. miejsce        | 2,17  |
| 2009 | Mistrzostwa Europy juniorów           | Nowy Sad  | 1. miejsce        | 2,25  |
| 2011 | Halowe mistrzostwa Europy             | Paryż     | el. – 18. miejsce | 2,17  |
| 2011 | Młodzieżowe mistrzostwa Europy        | Ostrawa   | 2. miejsce        | 2,30  |
| 2011 | Uniwersjada                           | Shenzhen  | 2. miejsce        | 2,24  |
| 2012 | Mistrzostwa Europy                    | Helsinki  | 4. miejsce        | 2,28  |
| 2013 | Halowe mistrzostwa Europy             | Göteborg  | 1. miejsce        | 2,35  |
| 2013 | Uniwersjada                           | Kazań     | 1. miejsce        | 2,31  |